# 삼성초등학교 가천분교
삼성초등학교 가천분교는 대한민국 경상남도 사천시 사남면 사남로 256 (가천리)에 있었던 공립 초등학교이다.

## 학교 연혁
- 1934년 3월 31일 사남공립보통학교 부설 종천간이학교 설립인가
- 1942년 9월 1일 사남공립국민학교 가천분교장 승격
- 1943년 7월 24일 가천공립국민학교 승격 인가
- 1982년 3월 2일 병설유치원 개원
- 1996년 3월 1일 가천초등학교로 개칭
- 1999년 2월 12일 병설유치원 17회 졸업
- 1999년 2월 20일 제52회 졸업식(총 3,129명)
- 1999년 3월 1일 삼성초등학교 가천분교장으로 격하 편입
- 1999년 8월 31일 폐교, 삼성초등학교로 통합